# Aleš Hrdlička
Alex Hrdlička o Ales Hrdlicka (29 de març de 1869 - 5 de setembre de 1943) fou un antropòleg txec que va viure als Estats Units després que s'hi traslladés la seva família en 1881. Va néixer a Humpolec, Bohèmia (avui a la República Txeca) i va rebre el nom baptismal d'"Alois", que després es va canviar pel més patriòtic "Álex".

## Vida i educació
La seva mare, Karolina Hrdličková, el va educar de tal manera que gràcies a les seves habilitats i coneixements va saltar-se l'escola primària. La família va emigrar als Estats Units el 1881, quan ell només tenia 13 anys. Després de la seva arribada va treballar amb el seu pare en una fàbrica de cigars per tal de mantenir els altres sis fills de la família. El jove Hrdlička anava a classes nocturnes per a millorar l'anglès, i amb 18 anys va decidir estudiar medicina després d'haver patit tuberculosi i experimentart les dificultats del tractament d'aquells temps. En 1889 Hrdlička començà els estudis a l'Eclectic Medical College i continuà a l'Homeopatic College a la ciutat de Nova York. En acabar els estudis de medicina va fer els exàmens a Baltimore en 1894 i va treballar a l'asil de malalts mentals de Middletown, on va aprendre antropometria. En 1896 Hrdlička marxà cap a París, on va començar a treballar com l'antropòleg amb altres experts de llavors que establirien el camp de la ciència.
Entre 1898 i 1903, durant el seu viatge científic arreu d'Amèrica, Hrdlicka es va convertir en el primer científic a descobrir i documentar la teoria de la colonització humana del continent americà des de l'est d'Àsia només feia 3.000 anys. Va argumentar que els amerindis emigraren des d'Àsia trevessant l'estret de Bering, suportant aquesta teoria amb la investigació de camp detallada de les restes òssies, així com estudis dels habitants de Mongòlia, Tibet, Sibèria, Alaska i illes Aleutianes. Les troballes van donar suport l'argument que més tard donà lloc a la teoria de l'origen global de l'espècie humana que va rebre el premi Thomas Henry Huxley el 1927.
Ales Hrdlicka fundà i fou el primer comissari d'antropologia física de l'U.S. National Museum, ara Smithsonian Institution Museu Nacional d'Història Natural el 1903. També fou el fundador de l'American Journal of Physical Anthropology.
Sempre va patrocinar seus companys expatriats i va donar a la institució de l'antropologia a Praga, que va ser fundada el 1930 pel seu co-explorador Jindřich Matiegka, al seu país natal (la institució va prendre el seu nom més tard).

## Hipòtesi europea

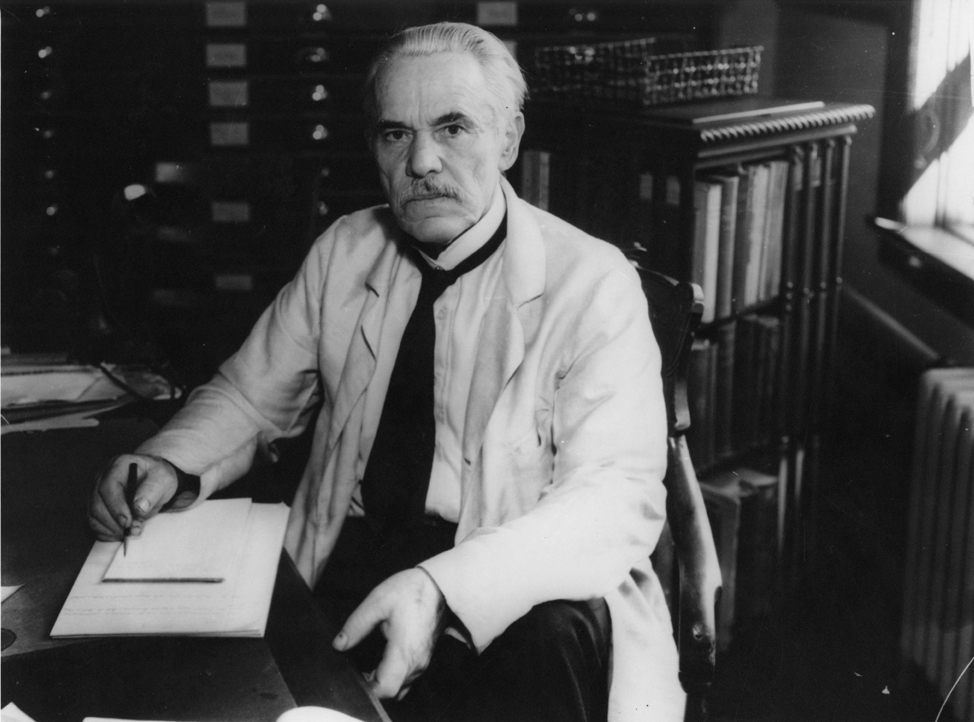
Aleš Hrdlička (1930).

Hrdlicka era interessat en l'origen de l'ésser humà. Va ser un crític de l'evolució dels homínids, així com de la hipòtesi d'Àsia, ja que havia afirmat que hi havia poques proves per mantenir aquestes teories. Va despatxar troballes com el Ramapithecus que havien estat etiquetats com a homínids per la majoria dels científics però que considera que no eren més que fòssils de micos sense relació amb l'ascendència humana.
En una conferència sobre "L'Origen de l'Home" convocada per l'Associació Americana per a l'Avanç de la Ciència, a Cincinnati (Ohio), Hrdlicka va dir que el bressol de l'home no era a l'Àsia central sinó a Europa central, ja que l'esquelet humà més antic conegut s'hi havia trobat allí.
Hrdlicka es va quedar gairebé sol en els seus punts de vista. La hipòtesi europea va entrar en decadència i ara es considera una teoria científica obsoleta que ha estat substituïda per la hipòtesi multiregional i la teoria de l'emigració africana.

## Controvèrsia i criticisme
Més recentment els mètodes de Hrdlicka han estat objecte de controvèrsia i la crítica respecte al seu tractament de les restes de nadius americans. Un article de notícies AP, "Mexico Indian Remains Returned From NY For Burial" del 17 de novembre 2009, va revisar el seu estudi de les races indígenes de Mèxic, incloent la decapitació de les víctimes encara en descomposició d'una massacre de yaquis i l'eliminació de la carn dels cranis com a part dels estudis. També va llançar el cadàver d'un nadó que va ser trobat en un bressol, però va remetre aquest artefacte amb els cranis i altres restes al Museu Americà d'Història Natural de Nova York. Si bé aquestes pràctiques no són incompatibles amb les d'altres etnògrafs i investigadors de l'origen humà de l'època època, les ramificacions morals i ètiques d'aquestes les pràctiques d'investigació se segueixen debatent avui.

## Obres
- 1908 – Physiological and Medical Observations Among the Indians of Southwestern United States and Northern Mexiko.
- 1915 − Evolution of Man in the light of recent discoveries and its relation to medicine.
- 1916 − Goiter among the Indians among the Missouri.
- 1919 – Physical Anthropology.
- 1920 – Anthropometry.
- 1924 – O původu a vývoji lidstva i budoucnosti lidstva (razem z B. Kočím).
- 1925 – Old Americans.
- 1927 − Anthropology and Medicine.
- 1930 – The Skeletal Remains of Early Man (Washington).
- 1938 – America and Czechoslovakia (Praga: Ministerstvo zahraničních věcí).
- 1943 – Alaska Diary (1926-1931) (Lancaster: The Jaques Cattell Press).
- 1947 – Practical Anthropometry (Filadèlfia).